# Zbigniew Krasiński
Zbigniew Krasiński (* 21. Januar 1938 in Skrwilno; † 7. Juli 2022) war ein polnischer Zoologe, der sich auf Wildtierkrankheiten spezialisiert hatte. Er arbeitete seit 1961 als wissenschaftlicher Mitarbeiter des Nationalparks Białowieża und beschäftigte sich mit der Biologie, Ökologie und Gesundheit der Wisente. Er war Autor mehrerer Gutachten über die Zucht und den Schutz der Wisente und Mitverfasser der internationalen Strategie für den Schutz und die Wiederaufzucht dieser vom Aussterben bedrohten Art. Er war Mitglied der IUCN/SSc Bison Specialist Group.
Er war verheiratet mit Małgorzata Krasińska, seiner frühen Studienkommilitonin, die die Arbeitsgruppe Wisentökologie am Institut für Säugetierforschung der Polnischen Akademie der Wissenschaften leitet.

## Veröffentlichungen
- Małgorzata Krasińska und Zbigniew Krasiński: Der Wisent, Die Neue Brehm-Bücherei Band 74, Westarp Wissenschaften, Hohenwarsleben 2008, ISBN 978-3-89432-481-0